# 1204 (szám)
Az 1204 (római számmal: MCCIV) az 1203 és 1205 között található természetes szám.

## A szám a matematikában
A tízes számrendszerbeli 1204-es a kettes számrendszerben 10010110100, a nyolcas számrendszerben 2264, a tizenhatos számrendszerben 4B4 alakban írható fel.
Az 1204 páros szám, összetett szám. Kanonikus alakja 22 · 71 · 431, normálalakban az 1,204 · 103 szorzattal írható fel. Tizenkét osztója van a természetes számok halmazán, ezek növekvő sorrendben: 1, 2, 4, 7, 14, 28, 43, 86, 172, 301, 602 és 1204.
Az 1204 két szám valódiosztó-összegeként áll elő, ezek az 1148 és a 2402.

## Csillagászat
- 1204 Renzia kisbolygó